# Joseph Tacet
Joseph Tacet (Chartres, 8 de desembre de 1732 - Nantes, 5 de setembre de 1801) fou un compositor i flautista francès.

## Biografia
Als 6 anys tocava tan bé la flauta que va donar lliçons a un senyor anglès. Va ser ensenyat per Blavet i aviat el va superar. Als 16 anys, va començar al concert especial, i el seu nom va ressonar a tots els diaris de l'època. Poc després, va passar a Anglaterra. El famós Handel, ja vell i cec, va voler escoltar-lo i el va aplaudir amb entusiasme. Joseph Tasset es va convertir en el primer flauta a Europa. Entre els seus alumnes hi havia la duquessa de Hamilton, que més tard seria duquessa d'Argyle, i la senyoreta Gardiner, tan famosa per la seva bellesa. Tenia amics poderosos a la cort; i entre els que van fer l'encant de la seva vida privada, va comptar amb Sterne, Ferguson i Gutrie. Amb independència de les flautes amb tres, quatre, cinc i claus, de les quals va ser l'inventor, en va crear una als divuit anys i que es va reservar per al seu ús.
Aquest instrument sorprenent pel seu mecanisme, i que funcionava per si mateix, va fer l'admiració de coneixedors a Anglaterra. Li va permetre jugar en tots els tons possibles, tenint una gamma i uns sons absolutament nous i una precisió perfecta. Joseph Tasset havia compost una altra flauta amb diversos elfs, molt més grans i llargs que les flautes ordinàries; el feia servir per convertir el baix en trios. Aquestes dues flautes no s'han donat al públic. Tenim de Joseph Tasset diverses obres que han obtingut els vots de la gent del gust; però es reconeix l'extrema dificultat de les seves sonates i és potser l'únic que va saber interpretar-les perfectament. S'havia retirat a Nantes allà el 1786. La revolució el va assolar en fortuna i en els seus fills; va suportar les seves desgràcies amb la força de la sàlvia. Va gaudir de l'estima pública, més que més que la del seu talent, quan va morir el 5 de setembre de 1901. El seu epitafi, d'estil lapidari, va ser compost per l'aprenent Fournier, arquitecte-viatger de Nantes, qui també va recollir i descriure els monuments d'aquesta ciutat.